# 路易斯·莫洛尼
路易斯·莫洛尼·阿韦洛（西班牙語：Luis Molowny Arbelo，1925年5月12日—2010年2月12日）西班牙前足球运动员，足球教练，职业生涯大部分时间效力于皇家马德里足球俱乐部，以精巧过人和大力射门著称。退役后曾率领拉斯帕尔马斯队取得联赛亚军，之后曾先后四次担任皇家马德里队主教练，每次都率队获得至少一项锦标。

## 球员生涯
路易斯·莫洛尼的父亲劳尔·莫洛尼曾于1920年代为当地球队特内里费足球俱乐部效力。莫洛尼从小就喜欢足球，并参加了当地的少年球员选拔。没被选中后，他失落地站在球门后把出底线的球一个个开回场内，选拔者被他的脚法打动，他也得以进入当地的圣克鲁兹足球队，但当时仅十五岁的他还不能参加职业比赛，只能参加友谊赛。
1943年，年龄达标的莫洛尼进入特内里费队踢球。1944-1946年到同处加那利群岛的马里诺足球俱乐部踢球，帮助球队获得了加那利群岛赛的冠军，并开始引起大球队的注意。
1946年，在主席圣地亚哥·伯纳乌的一再坚持下，皇家马德里抢在巴塞罗那的球探到来之前签下了莫洛尼。同年12月，莫洛尼在西班牙德比中射入致胜一球，在队内站稳了脚跟，之后他帮助球队获得了西班牙国王杯（当时称作大元帅杯），但在联赛上皇马仍然没有建树。直到进入1950年代，随着佩科·亨托和阿尔弗雷多·迪·斯蒂法诺的到来，皇家马德里接连获得联赛冠军，莫洛尼也在1953-54赛季打进了13球。1956-1957赛季，莫洛尼只参加了友谊赛和一场大元帅杯比赛。赛季结束后，他回到故乡球队拉斯帕尔马斯效力。在皇家马德里的11年里，莫洛尼共参加171场联赛，打入89球。回到拉斯帕尔马斯的莫洛尼在参加了三场联赛，打入一球后于1958年退役。
1950年莫洛尼曾被选入西班牙国家队参加1950年世界杯，曾在对阵乌拉圭的比赛中上场，最终西班牙获得世界杯第四名。1950-1955年间，莫洛尼曾七次入选国家队，在对阵葡萄牙和瑞典的比赛中各打入一球。

## 教练生涯
莫洛尼退役后立即担任拉斯帕尔马斯队主教练，但当时他还没有教练执照。1960年他被任命为拉斯帕尔玛斯青年队的技术主管，发现了像胡安·圭德斯等一批出色的年轻球员，率队获得了西班牙青年队比赛的冠军。1967年4月，他重新担任拉斯帕尔马斯队主教练，当时联赛仅剩三轮，拉斯帕尔马斯深陷降级区。莫洛尼在三场比赛中击败巴塞罗那和拉科鲁尼亚，战平西班牙人，保级成功。之后他率领自己在青年队时培养出的一批球员接连获得了1967-68赛季联赛第三名和1968-69赛季联赛亚军，这也是拉斯帕尔马斯队至今最好成绩。赛季结束后，莫洛尼曾短期担任西班牙国家足球队主教练，执教四场比赛，两胜一平一负。1969-70赛季，拉斯帕尔马斯队开局顺利，但后来遭到连败，1970年1月输给皇家马德里之后，莫洛尼宣布辞职。
莫洛尼辞职后曾担任一段时间的加那利群岛队教练，之后接受伯纳乌邀请，前往皇马担任体育主管。1974年1月，在皇马执教了将近十四年的米基爾·文奴斯因战绩不佳辞职，莫洛尼接替昔日队友担任皇家马德里队主教练。他率队打了二十三场比赛，胜负参半。皇马在联赛中仅获得了第八名，但获得了当年的大元帅杯。赛季后，莫洛尼被南斯拉夫教练米利扬·米利亚尼奇取代。莫洛尼在拉斯帕尔马斯和皇家马德里的经历使他被认为是最好的“救火队员”。1977年赛季伊始，皇家马德里在首战输给了萨拉曼卡，米列亚尼奇因此引咎辞职，莫洛尼重新担任主教练。他率队获得了1977-1978赛季西甲联赛冠军，并在1978-79赛季卫冕成功。赛季结束后，他又被武亚丁·博斯科夫取代。
1982年3月，博斯科夫因战绩不佳辞职，莫洛尼再次救火，第三次出任皇家马德里主教练，率队再次获得国王杯，赛季后他主动辞职，由迪·斯蒂法诺接替。1985年4月，阿曼乔·阿马罗因成绩不佳辞职，莫洛尼第四次担任皇家马德里主教练。他率队击败了马德里竞技队，获得西班牙联赛杯；在联盟杯里率队逆转国际米兰进入决赛，在决赛中击败维迪奥顿足球俱乐部，夺得皇马历史上第一座联盟杯。1985-86赛季，莫洛尼重用埃米利奥·布特拉格诺和豪尔赫·巴尔达诺等球员，获得了西甲联赛冠军，并且再次进入联盟杯决赛，在决赛中击败科隆足球俱乐部蝉联冠军。赛季结束后莫洛尼再次辞职，由莱奥·本哈克接替。莫洛尼担任皇马体育主管至1990年。
退休后他回到加那利群岛，2001年他曾参加皇家马德里和拉斯帕尔马斯比赛的庆祝仪式。2002年他获得加那利群岛金质奖章。莫洛尼的执教理念和处事风格也影响了其他皇家马德里出身的教练。曾在莫洛尼麾下作战，后来成为他助手的比森特·德尔·博斯克认为莫洛尼既对足球很精通又是一位道德导师。而拉法埃尔·贝尼特斯也是因莫洛尼提拔才成为皇马19岁以下青年队主教练，从而开始了自己的教练生涯。

## 荣誉

### 球员时代
- 皇家馬德里
  - 西甲联赛冠军（2次）：1953-54, 1954-55
  - 冠军杯（1次）：1955-56
  - 大元帅杯冠军：1946-47
  - 拉丁杯冠军（2次）： 1955
  - 小世界杯冠军（2次）：1952，1956

### 教练时代
- 皇家馬德里
  - 西甲联赛冠军（3次）: 1977-1978，1978-1979，1985-1986
  - 欧洲联盟杯冠军（2次）：1984-1985，1985-1986
  - 西班牙国王杯冠军（2次）：1973-1974，1981-1982
  - 西班牙联赛杯冠军：1985